# أليسون برستون
أليسون برستون (بالإنجليزية: Alison Preston)‏ هي اقتصادية أسترالية، ولدت في 1964.